# 田中マッシュ
田中 マッシュ（タナカマッシュ、1984年11月16日 - ）は、日本のソングライター、編曲家、音楽プロデューサー、トラックメイカー、ミキシング・エンジニア。東京都目黒区出身、青山学院大学経済学部経済学科卒業。

## 略歴
ロックバンドのGt.&Vo.から作曲家に転向以降、J-POPやCM音楽のほか、舞台『ヒプノシスマイク』を皮切りに『アクダマ ドライブ』では音楽監督として伴奏曲からバラード、ヒップホップまでの数十曲を担当。映像作家とのユニットDesktop Creative Clubとしても活動中。

## 提供作品
五十音順
ア行
- 青
  - Still I’m here（作詞・作曲・編曲・MIX）
- A・ZU・NA
  - Dancing in the Light（作詞・作曲・編曲）
- AVAM
  - X luv X（作詞・作曲・編曲）
- 石川花
  - 星空の約束（編曲）【第64回日本レコード大賞・新人賞】
- 植木豪
  - NEVER HIDE（作詞・作曲・編曲）[1]
- 宇野実彩子
  - Orange（ギター）
- NMB48
  - ROUTE48（作曲・編曲）
  - 僕らはまだ（作曲［山本彩と共作］・編曲）
  - チューストライク（作曲・編曲）
- 大宮 陽和
  - お前は誰だ（編曲）
- OCTPATH
  - Carnival（作詞・作曲・編曲）
  - Everlasting（作詞・作曲・編曲）
- 小野大輔
  - Self Satisfaction（編曲）[2]
- oddboys
  - Restart（作曲・編曲）

カ行
- 亀田興毅
  - どうなってんだいJESUS（編曲）
  - みんなへ（編曲）
- 柏木ひなた
  - Those Days（編曲）
- きゅ〜くる
  - 君と夏のせい（作詞・作曲・編曲・MIX）
  - Palala（作詞・作曲・編曲・MIX）
- 菌活戦隊キノッコーズ
  - Jump!!!（作曲・編曲）
- QU4RTZ（ラブライブ！虹ヶ咲学園スクールアイドル同好会ユニット）
  - Twinkle Town（作曲・編曲・ギター）
- KEN THE 390 & GO UEKI
  - Blaze Your Heart（作曲）
- 上月せれな
  - Against the Storm（作詞・作曲・編曲）*フジテレビ系列『奇跡体験!アンビリバボー』主題歌
- エマ・ヴェルデ
  - いつだって For you!（ギター）
- コレって恋ですか?
  - ピヨったって無限ループ（作曲・編曲・ギター）

サ行
- 佐々木李子
  - フタリノセカイ（作詞・作曲・編曲）
- ZIPANG OPERA
  - Cherry Blossom（作詞・作曲・編曲・MIX）
  - OVERGROUND（作詞・作曲・編曲・MIX）
  - Day by Day（作詞・作曲・編曲）
  - 宵々（作曲・編曲）
- 鈴木りゅうじ
  - 君という光（作詞・作曲・編曲）
- S/TEAM BLOOD
  - Steam Cowboy（作詞・作曲・編曲・MIX）
  - Come Together（作詞・作曲・編曲）
  - Move On（作詞・作曲・編曲・MIX）
  - Follow the light（作詞・作曲・編曲・MIX）
- すぱどり
  - 七転びラプソディー（作詞・作曲・編曲）

タ行
- TWiN PARADOX
  - アホなんとちゃうのん（作曲・編曲・ギター）
  - TBSテレビ系列『プレバト!!』10･11月度エンディングテーマ
- Chu-Z
  - HIGHER（作詞・作曲・編曲）

ナ行
- 七海ひろき
  - Skyward（作詞・作曲・編曲・MIX）

- 虹ヶ咲学園スクールアイドル同好会
  - Sweet Eyes（作曲・編曲）
  - Daydream Mermaid（作曲・編曲）
- ニーキューオメガ
  - ∞フォーメーション（作詞・作曲・編曲）
  - ベリベリスペシャリメキファンタジー（作詞・作曲・編曲）
  - ムーンライト・コンティニュー（作詞・作曲・編曲）
- 夏目麗月-URURU-(V Tuber)
  - Eternal World（作詞・作曲・編曲）
- NOILION 
  - GLOW（Iridescent Arc.名義にて作曲・編曲）

ハ行
- ボイメンエリア研究生
  - 高気圧オンパレード（作曲・編曲・ギター）
- PureGi
  - MeZaSe★JO↑JO↑（編曲・ギター）
- Blue Journey
  - 水たまり（レコーディング・ギター）

マ行
- 松田昇大
  - ミニアルバム「Piece of Life」
    - 1. Big Day（作詞・作曲・編曲・MIX）
    - 2. Maze Of Love（作詞・作曲・編曲・MIX）
    - 3. Into You（作詞［松田昇大と共作］・作曲・編曲・MIX）
    - 4. Lost（編曲・MIX）
    - 5. Play The Game（作詞・作曲・編曲・MIX）

- Mitsu
  - 恋つづき（編曲・歌唱）
  - 君（とも）へ（編曲・歌唱）
  - 君思ひ（編曲・歌唱）
  - 初デート〜Sweet Sixteen〜（編曲）
  - 希望の風（編曲）
  - 泣かないで。（編曲）

- Mizki
  - 夏夜のララバイ（作曲・編曲）

ヤ行
- 遊助
  - 浪漫飛行〜君と逢えたら〜（編曲・ギター）

ラ行
- ラフ×ラフ
  - クライアント（作曲・編曲）
- LinQ
  - むかこーさんでも好きって言って！（作曲・編曲）
  - 「TO YOU〜にゅーあらいばるはーと♡〜」（編曲）

## タイアップ

### テレビ
- BS日テレ
  - 『極上!三ツ星キャンプ』テーマ曲「LIGHT MY FIRE」（作詞・作曲・編曲・歌唱）
  - 公式マスコット・バブちゅ〜
    - 「地球はこうして回ってまちゅ～バブ☆ダンス2023～」（作曲・編曲・MIX）[3]
- フジテレビ系列『奇跡体験!アンビリバボー』主題歌
- 日本テレビ系『NNNストレイトニュース内 そらジローの防災ニュース』ジングル
- MBS･TBSテレビ系列『プレバト!!』10･11月度エンディングテーマ
- テレビ東京 TVアニメ『 ワッチャプリマジ!』挿入歌（キャラクターソングミニアルバム　PUMPING WACCHA! 02M3.Believe）
- 青春ミュージカルコメディ oddboys（作曲・編曲・MIX・マスタリング）

### CM
- レック
  - 『バルサン 虫こないもん』CM書き下ろしBGM（ギター）
  - 『水ではじめるラクラクバルサン』（CMサウンドロゴ・ナレーション・歌唱）
  - 『2023水ではじめるラクラクバルサン「引っ越し」篇』サウンドロゴ・歌唱
  - 『バルサン ダニよけくん煙剤』サウンドロゴ・歌唱
- Gulliver『ガリバー史上最大のスーパー初売り』BGM制作

### 舞台
- 『アクダマドライブ』音楽監督[4]
- 『ヒプノシスマイク -Division Rap Battle-』Rule the Stage 楽曲制作
  - 《Rep LIVE side M.T.C》
  - 《どついたれ本舗 VS Buster Bros!!!》
  - 《Bad Ass Temple VS 麻天狼》[5]
  - 《Fling Posse VS MAD TRIGGER CREW》
  - 《Rep LIVE side D.H/B.B》
  - 《Battle of Pride 2023》
  - 《RNew Encounter》
  - 《Renegades of Female》
  - 《Mix Tape1 Revenge》
- 『スラムドッグ$ミリオネア』楽曲制作[6]
- 『進撃の巨人-the Musical-』楽曲制作[7]
- 『BREAK FREE STARS』音楽監督[8]
- 『サイボーグ009』楽曲制作
- 『青春ミュージカルコメディ oddbpoys』楽曲プロデュース
- 『WIND BREAKER』楽曲プロデュース
- 『主役の椅子はオレの椅子「菌活戦隊キノッコーズ」』楽曲プロデュース
- 『阿部顕嵐 独演会「風姿花伝」第三期公演 京都劇場』楽曲制作

### LIVE・他
- 『ACTORS☆LEAGUE in Basketball 2022』BGM・楽曲制作
- 『阿部顕嵐独演会　風姿花伝』OP/ED楽曲制作
- 『ZIPANG OPERA 有観客&配信ライブ 〜風林火山』OP/ED・ソロパフォーマンス楽曲制作
- サンリオピューロランド『Chilling!Hot!キャンプふぁいやー』BGM・楽曲制作